# Charles Bertin
Charles Bertin (Bergen, 5 oktober 1919 – Sint-Genesius-Rode, 21 oktober 2002) was een Franstalig Belgisch schrijver.

## Studies en beroepsloopbaan
Charles Bertin werd op 5 oktober 1919 geboren als zoon van Camille Bertin en Rose Plisnier. Zijn oom, de jongere broer van zijn moeder, was de Franstalige Belgische schrijver Charles Plisnier, die onder meer een Goncourtprijs won. Bertin bracht zijn jeugd door in Boussu, een dorp in de buurt van Bergen. Tijdens de zomervakanties verbleef hij bij zijn grootmoeder in Sint-Andries-Brugge. Hij volgde Grieks-Latijnse humaniora aan het Atheneum van Bergen, om vervolgens rechten en politieke wetenschappen te studeren aan de Université Libre de Bruxelles. Zijn beroepsloopbaan vatte hij aan in Bergen, waar hij van 1942 tot 1947 lid van de balie was. Na een kortstondige opdracht als adjunct-kabinetschef op het Ministerie van Arbeid onder de regering Spaak III (1947-1948) werd hij ambtenaar. Hij was onder meer juridisch raadgever van de socialistische vakbond FGTB.

## Francofoon militant
Charles Bertin kwam al vroeg in contact met de Waalse Beweging. Zowel zijn oom Charles Plisnier als de schrijver Marcel Thiry, met wie hij nauw bevriend was, waren Waalse militanten. Toen hij in het begin van de jaren vijftig in Sint-Genesius-Rode ging wonen, een gemeente met een talrijke Franssprekende bevolking in de Vlaamse Rand rond Brussel, ontpopte hij zich als actief verdediger van de eisen van de Franstaligen op het gebied van taal en cultuur. Onder zijn impuls werd de (sinds 1938 bestaande) Franstalige parochiebibliotheek in 1979 overgenomen door de Association culturelle de Rhode-Saint-Genèse – een vereniging die hij zelf in 1971 had opgericht – en omgevormd tot een centrum van de francofone cultuur in de gemeente. De bibliotheek draagt nu de naam Bibliothèque Charles Bertin.

## De schrijver
Hoewel hij zich al in zijn jongere jaren aan schrijven gewaagd had, begon hij pas na zijn dertigste te publiceren. Eerst verschenen enkele poëziebundels, die weldra gevolgd werden door toneelwerk. Pas vanaf de jaren zestig ging hij ook romans schrijven. Daarnaast publiceerde hij essays, tijdschrift- en krantentartikelen. Hij werkte ook mee aan radio- en tv-programma’s. Eenzaamheid en de zoektocht naar geluk zijn thema’s die regelmatig in zijn oeuvre opduiken. Een aantal van zijn werken werden vertaald in het Engels, Italiaans, Spaans, Nederlands en andere talen. Hij behaalde meerdere literaire prijzen, waaronder de Duitse Montaigneprijs, alsook de Prix Italia voor de hoorspelversie van zijn toneelstuk Christophe Colomb. In 1967 werd hij verkozen tot lid van de Académie royale de langue et de littérature françaises de Belgique; dit lidmaatschap bleef hij behouden tot aan zijn overlijden in oktober 2002.

## Brugse roman
Allicht niet zijn beste werk, maar wel een verkoopsucces werd de autobiografische roman La petite dame en son jardin de Bruges uit 1996. Hierin haalt hij herinneringen op aan de zomervakanties die hij als kind doorbracht bij zijn grootmoeder in Sint-Andries-Brugge. Het boek is niet alleen een liefdevolle hommage van een kleinzoon aan zijn grootmoeder, maar ook een sfeerschets van Brugge tijdens het interbellum.

## Werken

### Poëzie
- Trois Poèmes (1944),
- Psaumes sans la Grâce (1947),
- Chant noir (1949),
- Les Fêtes du Hasard (1999),
- Odes à une Façade en Fleurs (2002).

### Toneel
- Don Juan (1948),
- Christophe Colomb (1958; werd ook in het Nederlands opgevoerd),
- L’Oiseau vert (1963),
- Le Roi Bonheur (1966),
- Je reviendrai à Badenbourg (1970).

Hij schreef een vijftal bewerkingen van toneelstukken van andere auteurs (waaronder William Shakespeare) en een tv-bewerking van een novelle van Charles Plisnier.

### Romans
- Journal d’un crime (1961),
- Le bel âge (1964),
- Les Jardins du désert (1981),
- Le voyage d’hiver (1989),
- La petite dame en son jardin de Bruges (1996).

### Novelle
- Jadis, si je me souviens bien... (2000).

### Essays
- Een twaalftal essays, waaronder drie over de schrijver Marcel Thiry en twee over Charles Plisnier, oom van Bertin.